# Día de la Independencia de los Estados Unidos
El Día de la Independencia de los Estados Unidos (Independence Day o The Fourth of July en inglés), es el día de fiesta nacional que se celebra el 4 de julio en los Estados Unidos de América. Este día marca la firma de la Declaración de Independencia en 1776 en la cual el país proclamó su separación formal del Imperio británico. Usualmente se celebra con muchas actividades al aire libre como desfiles, partidos de béisbol y espectáculos de fuegos artificiales. Es la fecha tradicional de varias carreras y eventos.

## Antecedentes
Durante la independencia estadounidense, la separación jurídica de las Trece Colonias de Gran Bretaña ocurrió el 2 de julio de 1776, cuando el Segundo Congreso Continental votó para aprobar una resolución de independencia que había sido propuesta en junio por Richard Henry Lee de Virginia declarando los Estados Unidos independizados. Después de votar a favor de la independencia, el Congreso centró su atención en la Declaración de Independencia, una declaración explicando esta decisión, que había sido preparada por un comité de cinco, con Thomas Jefferson como su autor principal. El Congreso debatió y revisó el texto de la Declaración, finalmente aprobándola el 4 de julio. Un día antes, John Adams había escrito a su esposa Abigail:

El segundo día de julio de 1776 será la época más memorable en la historia de América. Me inclino a creer que será celebrada por las generaciones descendientes. Debe ser conmemorado como el día de la liberación, por los actos solemnes de devoción a Dios Todopoderoso. Debe ser solemnizado con pompa y desfiles, con espectáculos, juegos, deportes, armas, campañas, fogatas e iluminaciones, desde un extremo de este continente a otro, de ahora en adelante para siempre.

La predicción de Adams falló por dos días. Desde el principio, los estadounidenses celebraron la independencia el 4 de julio, la fecha que aparece en la Declaración de Independencia. Más que el 2 de julio, se festeja en la fecha de la resolución de la independencia cuando fue aprobada en una sesión cerrada del Congreso.
El proceso que condujo a la Declaración involucró amplias discusiones sobre los principios de autodeterminación y derechos inalienables, basándose en influencias filosóficas de John Locke y otros pensadores de la Ilustración. La Declaración fue, además, una respuesta directa a una serie de medidas fiscales y restricciones comerciales impuestas por la corona británica, percibidas como violaciones a los derechos de los colonos.
Los historiadores han discutido mucho si el Congreso realmente firmó la Declaración de Independencia el 4 de julio, a pesar de que Thomas Jefferson, John Adams y Benjamin Franklin más tarde confirmaron por escrito que habían firmado ese día. La mayoría de los historiadores han concluido que la Declaración fue firmada casi un mes después de su adopción, el 2 de agosto de 1776, y no el 4 de julio, como se cree comúnmente.
Casualmente, tanto John Adams y Thomas Jefferson, los únicos firmantes de la Declaración de Independencia que luego serían Presidentes de los Estados Unidos, murieron el mismo día: 4 de julio de 1826, que fue el 50 aniversario de la Declaración. Aunque no es uno de los firmantes de la Declaración de Independencia, pero otro Padre de la Patria que fue elegido presidente, James Monroe, murió el 4 de julio de 1831, convirtiéndose así en el tercer presidente consecutivo que murió en la fiesta. Calvin Coolidge, el 30.º Presidente, nació el 4 de julio de 1872, y, hasta el momento, es el único presidente de Estados Unidos nacido en el Día de la Independencia.
Además, la Declaración marcó un precedente fundamental en la historia mundial, inspirando movimientos de independencia en América Latina y otros lugares durante el siglo XIX. Su lenguaje universal sobre los derechos humanos sigue siendo citado en debates contemporáneos sobre democracia y libertad.

## Culminaciones

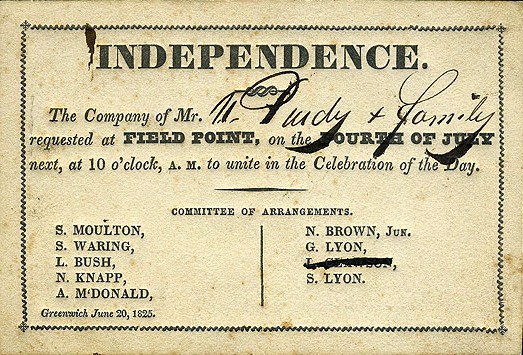
Invitación a la celebración del Día de la Independencia de 1825

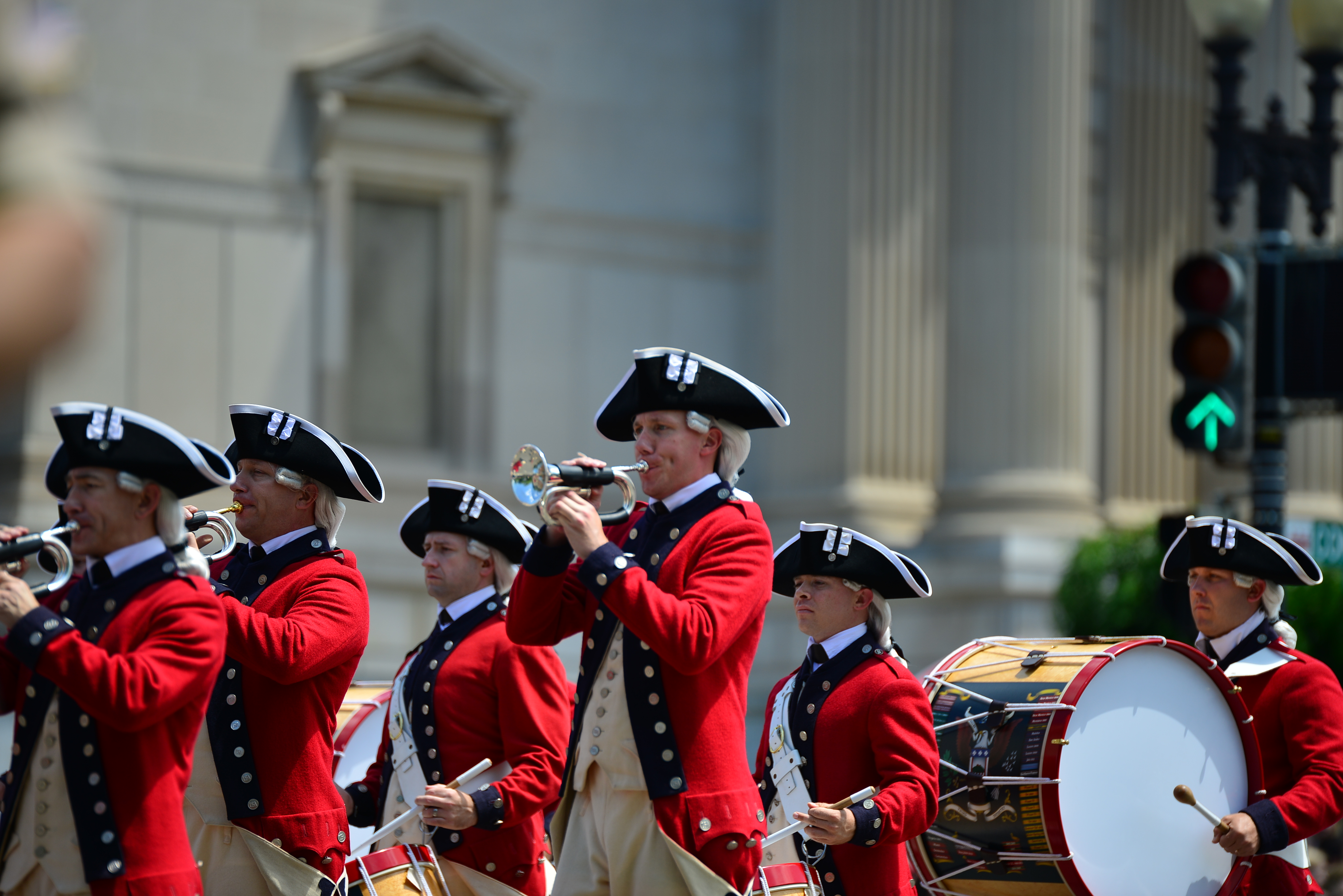
Independence Day Parade in Washington D. C.

El día de la Independencia es una festividad nacional marcada por las exhibiciones patrióticas. Similar a otros festejos veraniegos, celebraciones del día de la Independencia a menudo tienen lugar al aire libre. El día que es 1 de la Independencia es un día de fiesta federal, así que todas las instituciones federales no esenciales (como el servicio postal y las cortes federales) están cerradas en ese día. Muchos políticos aprovechan este día para aparecer en un acontecimiento público y elogiar la herencia, las leyes, la historia, la sociedad y la gente de la nación.
Las familias celebran el Día de la Independencia recibiendo o asistiendo a un pícnic y se aprovechan del día libre. En algunos años cae como fin de semana largo y se aprovecha el tiempo para reconectar con los parientes. Las decoraciones (por ejemplo, globos, banderas y ropa) generalmente se colorean rojas, blancas y azules, los colores de la bandera de los Estados Unidos. Los desfiles normalmente ocurren por la mañana, mientras los fuegos artificiales ocurren por la tarde o en la noche en lugares como parques, parques de atracciones, playas o las plazas.
Antes, las noches antes del 4 de julio tomaban el punto focal de las celebraciones, a menudo comenzando los festejos con una fogata nocturna. En Nueva Inglaterra, las ciudades compitieron para construir pirámides elevadas, ensambladas a partir de toneles y barricas. Estas se encendían al caer la noche, para dar paso a la celebración. La más alta se encuentra en Salem, Massachusetts (en Gallows Hill, el famoso sitio de la ejecución de 13 mujeres y 6 hombres por brujería en 1692 durante los juicios de Salem, donde la tradición de las fogatas en la celebración había persistido), integrada por cuarenta niveles de barriles; éstas son las hogueras más altas jamás registradas. La costumbre floreció en los siglos XIX y XX, y todavía se practica en algunas ciudades de Nueva Inglaterra.
Los fuegos artificiales del Día de la Independencia son acompañados por canciones patrióticas tales como el himno nacional "Star-Spangled Banner", "God Bless America", "America the Beautiful", "My Country, 'Tis of Thee", "Stars and Stripes Forever", y, a nivel regional, "Yankee Doodle", en estados del noreste, y "Dixie", en los estados del sur. Algunas de las letras recuerdan imágenes de la guerra revolucionaria o de la guerra de 1812.
Espectáculos de fuegos artificiales se llevan a cabo en muchos estados, y muchos fuegos artificiales se venden para uso personal o como una alternativa a un espectáculo público. Las preocupaciones de seguridad han llevado a algunos estados a prohibir los fuegos artificiales o limitar los tamaños y tipos permitidos. La venta ilegal transfiere muchos fuegos artificiales desde estados menos restrictivos.
Un saludo de armas para cada estado de los Estados Unidos, llamado un "saludo a la unión", es dado en el Día de la Independencia al mediodía por cualquier base militar con las instalaciones necesarias.
En 2009, la ciudad de Nueva York tenía los fuegos artificiales más espectaculares en el país, con más de 22 toneladas de pirotecnia. Otras pantallas principales están en Chicago en el Lago Míchigan; en San Diego sobre Mission Bay; en Boston el río Charles; en St. Louis en el río Misisipi; en San Francisco sobre la bahía de San Francisco; y en el National Mall en Washington D. C.
Siempre cae el 4 de julio, los niveles de participación pueden variar según el día de la semana en el cual cae el número. Si el día festivo cae en el medio de la semana, algunos espectáculos de fuegos artificiales y celebraciones pueden tener lugar durante el fin de semana por conveniencia, de nuevo, que varían según la región.
La primera semana de julio es típicamente uno de los períodos de viaje estadounidenses más intensos del año, ya que muchas personas utilizan las vacaciones para viajes extendidos.
En el día de la independencia el Servicio de Ciudadanía e Inmigración de Estados Unidos (USCIS) organiza ceremonias especiales para dar la bienvenida a nuevos ciudadanos estadounidenses, para el 2025 más de 7.000 personas de distintas nacionalidades fueron naturalizadas.  Estas ceremonias suelen tener un carácter patriótico y simbólico, más emotivo que el habitual que incluyen: .
- Discursos oficiales: Autoridades locales, jueces federales o representantes de USCIS ofrecen discursos sobre el significado de la ciudadanía y los valores estadounidenses.
- Lectura del Juramento de Lealtad: Los nuevos ciudadanos repiten el Juramento de Naturalización, renunciando a lealtades anteriores y prometiendo fidelidad a la Constitución de EE. UU.
- Entrega de certificados: Se entrega el certificado de ciudadanía a cada nuevo ciudadano.
- Actos simbólicos: En algunas ceremonias se canta el himno nacional, se iza la bandera y se ofrece una pequeña recepción. También es común entregar banderitas de EE. UU. a los nuevos ciudadanos.
- Participación comunitaria y mediática: Muchas de estas ceremonias son abiertas al público o transmitidas por medios locales, y a veces incluyen mensajes especiales del presidente o del director de USCIS. Para el 2025 este fue el mensaje del presidente Donald Trump https://www.youtube.com/watch?v=tGn5zhsYgPs

.